# زانغكوي
زانغكوي (بالإنجليزية: Zangxoi)‏ هي منطقة سكنية تقع في الصين في أزمة التبت والصين. يقدر عدد سكانها بـ
- نسمة .